# 귀여운 여자
《귀여운 여자》는 한국방송공사의 KBS 2TV에서 방영했던 두부공장을 하는 석봉 가족의 풋풋한 가족애 이야기를 그린 일요아침드라마인데 오락성을 살렸으나 출연진 중의 한 명이었던 이영범을 전작 개성시대에 이어 연달아 투입시켜 비난을 샀고 본인(이영범)의 아내 역이었던 왕희지 (당시 김경아)는 어설픈 연기력 등으로 따끔한 눈초리를 샀다.
급기야, 이영범과 또다른 출연진에 속한 견미리가 1996년 10월 20일 시작된 동시간대 SBS 시트콤 LA아리랑에 캐스팅되면서 왕희지(당시 김경아)와 동반 하차했으며 이 과정에서 박세준 송나영 등을 중도 투입시켰으나 시청률이 갈수록 떨어져 일요일은 참으세요 이후 이어진 일요아침드라마의 슬럼프를 벗어나지 못했는데 1996년 10월 20일부터 해당 드라마에 중도 투입된 송나영은 LA아리랑이 첫 회(1995년 7월 10일)부터 1995년 10월 19일까지 월~목 9시 20분 일일시트콤으로 방송될 당시 장녀 역으로 출연했지만 개인사정 때문에 도중하차했었다.
한편, 이 작품은 당초 1997년 2월 23일 종영 예정이었지만 후속작 오늘은 왠지의 캐스팅 문제를 고려하여 1달 늘린 3월 2일 끝냈다.

## 출연진
- 박인환
- 김윤경
- 백수련
- (고)박주아
- (고)김지영
- 이영범
- 왕희지
- 견미리
- 최란
- 이근희
- 나현희
- 김일우
- 곽진영
- 송재호
- 오미연
- 장인환
- 전원주
- 박세준
- 송나영
- 손현주
- 권성덕
- 정의갑
- 손종범
- 이우석
- 김동수
- 하대경
- 기정수
- 이혜은
- 유진아
- 하다솜

## 에피소드 목록

### 1996년
| 회차 | 방송일    | 제목 (내용)                  | 비고 |
| ---- | --------- | ---------------------------- | ---- |
| 1    | 5월 5일   | 왜냐구? 사랑하니까?          |      |
| 2    | 5월 12일  | 로미오와 줄리엣              |      |
| 3    | 5월 19일  | 아버지와 딸                  |      |
| 4    | 5월 26일  | 결혼은 예스, 이혼은 노우     |      |
| 5    | 6월 2일   | 며느리 길들이기              |      |
| 6    | 6월 9일   | 사랑하세요?                  |      |
| 7    | 6월 16일  | 지금 흔들리고 있니?          |      |
| 8    | 6월 23일  | 우리 할머니 못보셨어요?      |      |
| 9    | 7월 14일  | 그대 이름은 장미             |      |
| 10   | 7월 21일  | 쉿! 이건 절대 비밀이야       |      |
| 11   | 7월 28일  | 사랑은 비를 타고             |      |
| 12   | 8월 4일   | 진짜 박사                    |      |
| 13   | 8월 11일  | 꿍따리 사바라                |      |
| 14   | 8월 18일  | 깨비 깨비 도깨비             |      |
| 15   | 8월 25일  | 나의 반쪽은 어디에           |      |
| 16   | 9월 1일   | 막순아 우지마라, 오빠가 있다 |      |
| 17   | 9월 8일   | 해피버스데이 투유            |      |
| 18   | 9월 15일  | 아기는 엄마의 보디가드       |      |
| 19   | 9월 22일  | 개미와 베짱이                |      |
| 20   | 9월 29일  | 치과에 간 할머니             |      |
| 21   | 10월 6일  | 엄마의 반란                  |      |
| 22   | 10월 13일 | 착각은 자유                  |      |
| 23   | 10월 20일 | 가는 자와 오는 자            |      |
| 24   | 10월 27일 | 삼바의 여인                  |      |
| 25   | 11월 3일  | 한국에서 사는 법             |      |
| 26   | 11월 10일 | 아버지와 아들                |      |
| 27   | 11월 17일 | 혜리의 추억 속으로           |      |
| 28   | 11월 24일 | 사랑할 때와 떠날 때          |      |
| 29   | 12월 1일  | 그 남편에 그 아내            |      |
| 30   | 12월 8일  | 나두 여자란 말야             |      |
| 31   | 12월 15일 | 이발을 구출하라              |      |
| 32   | 12월 22일 | 위험한 라이벌                |      |
| 33   | 12월 29일 | 내청춘을 돌려다오            |      |

### 1997년
| 회차 | 방송일   | 제목 (내용)             | 비고 |
| ---- | -------- | ----------------------- | ---- |
| 34   | 1월 5일  | 오해와 이해사이         |      |
| 35   | 1월 12일 | 마법의 모자             |      |
| 36   | 1월 19일 | 용감한 사람들           |      |
| 37   | 1월 26일 | 사랑의 일기장           |      |
| 38   | 2월 2일  | 아빠의 청춘             |      |
| 39   | 2월 9일  | 나는 한국인이야         |      |
| 40   | 2월 16일 | 엄마가 겟돈을 탔어요    |      |
| 41   | 2월 23일 | 이브의 선택             |      |
| 42   | 3월 2일  | 결혼은 끝이 아니라 시작 |      |